# Perry (Missouri)
Perry – miasto w Stanach Zjednoczonych, w stanie Missouri, w hrabstwie Ralls.